# گرگوری راست
گرگوری راست (اسپانیایی: Grégory Rast‎؛ زادهٔ ۱۷ ژانویهٔ ۱۹۸۰) دوچرخه‌سوار اهل سوئیس است.
از باشگاه‌هایی که در آن رکاب زده‌است می‌توان به تیم ترک-سگافردو، تیم دوچرخه‌سواری فوناک، تیم آستانه و تیم ریدیوشک اشاره کرد.